# Lichterfelde
Lichterfelde es un barrio de Berlín en el distrito de Steglitz-Zehlendorf. Se halla al sur de los barrios de Berlín-Steglitz y Dahlem y al norte de la ciudad de Teltow.

## Historia

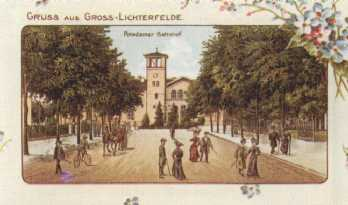

El pueblo de Lichtervelde fue fundado en el siglo XIII. En 1870 se unió con las "Villenkolonien" (colonias de chalets) Lichterfdelde-West y -Ost. En 1920 Gross-Lichterfelde se unió con la mancomunidad de Steglitz y los pueblos de su alrededor Berlín-Steglitz, Berlín-Lankwitz y Giesendorf transforma en un distrito del "Gran-Berlín", incluyendo sus barrios Lichterfelde -West, -Ost y Sur (Lichterfelde -Oeste, -Este y -Sur) que gozaban de ucierta independencia. Durante la época de la división de Berlín tras la Segunda Guerra Mundial Lichterfelde pertenecía al sector americano y desde el año 2000 al nuevo distrito grande Zehlendorf-Steglitz.
Lichterfelde West se conoce como uno de los colonias de chalets más antiguo de Berlín y aún hoy se conoce por sus edificios de la segunda mitad del siglo XIX y las grandes calles arboladas. La colonia de chalets era una obra del empresario Johann Anton Wilhelm von Carstenn quien financió también de su propio bolsillo las estaciones de Lichterfelde-Ost (1868) y -West (1872). 

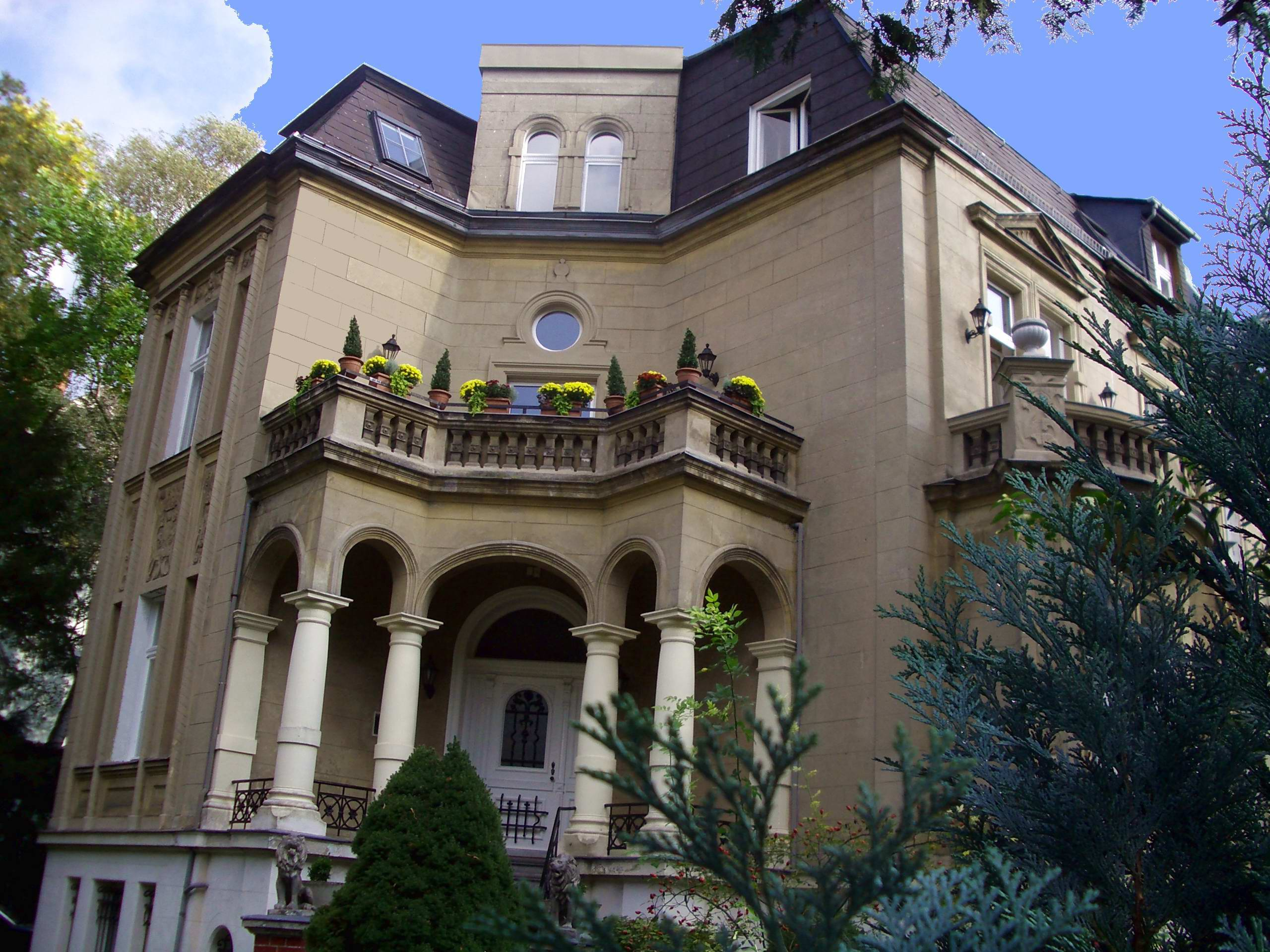
Lichterfelde West
Chalet en Kadettenweg

Carstenn financió también al estado prusiano el traslado de la academia de cadetes prusiana en las nuevas instalaciones más amplias en Lichterfelde-Oeste. Estas instalaciones albergan hoy en día el archivo federal de Alemania (Bundesarchiv).

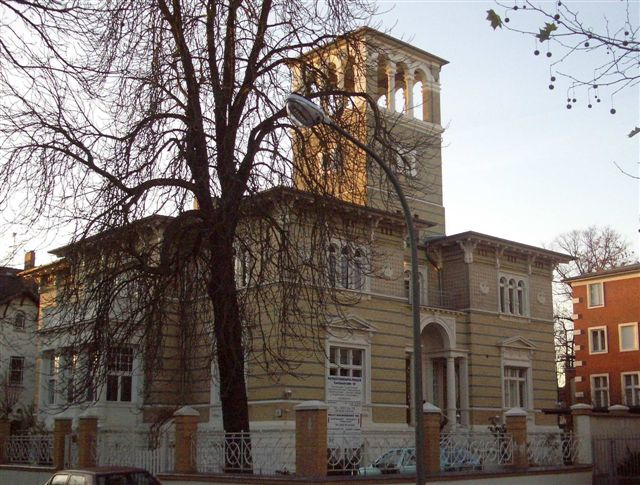
Lichterfelde West
Chalet en Curtiusstrasse

En Lichterfelde West se registran las mayores subidad de los precios inmobiliarios desde el traslado del gobierno federal a Berlín de toda la parte oeste de la capital.
Lichterfelde-Ost también se fundó como colonia de chalets pero fue más dañado durante la Segunda Guerra Mundial.
Las demás zonas de Lichterfelde se caracterizan por viviendas unifamiliares y de alquiler. Además hay áreas industriales a lo largo del canal de Teltow.
Lichterfelde contó con el primer tranvía eléctrico del mundo, construido por Siemens para acceder a la colónia de chalets de Lichterfelde-West. Hoy en día el tranvía está sustituido por el metro (S-Bahn) con las tres paradas Lichterfelde-West, Lichterfelde-Ost y Lichterfelde-Süd.

## Personajes
- Manfred von Ardenne
- Bully Buhlan
- Johann Albrecht von Bülow
- J.A.W. von Carstenn
- Götz George
- Otto Lilienthal
- Nils Seethaler
- Eduard Spranger

En el cementerio de Lichterfelde (cerca de la plaza " Thuner Platz") están enterrados:
- Otto Dibelius, obispo
- Gustav Lilienthal, arquitecto
- Reinhold Poss, aviador pionero
- Robert Kempner, acusador principal en los procesos de Nürnberg
- Kurt von Schleicher, canciller
- Renate Müller, actriz
- Robert Koldewey, arqueólogo